# Vikas Gupta
Vikas Gupta (Dehradun, 7 maggio 1987) è un produttore televisivo, sceneggiatore e attore indiano.

## Carriera
È stato direttore creativo della Balaji Telefilms di Ekta Kapoor per programmi come Mahabharat, Kyunki Saas Bhi Kabhi Bahu Thi e Kis Desh Mein Hai Meraa Dil. Successivamente ha lanciato lo studio di produzione di suo proprietà The Lost Boy Productions, che ha creato diverse serie televisive di successo Gumrah: End of Innocence, Kaisi Yeh Yaariaan, V The Serial, Yeh Hai Aashiqui e MTV Webbed. È anche il direttore editoriale di MTV India.

## Vita privata
È il fratello maggiore dell'attore di Bollywood Siddhart Gupta.